# 邵濟
邵濟（15世紀—16世紀），字時濟，湖廣都司襄陽衛軍籍，福建福州府懷安縣人，明朝政治人物。

## 生平
邵濟是天順六年（1462年）壬午科湖廣鄉試舉人，成化二十年（1484年）授廣州同知，把父母接到廣州奉養，親自打掃牀几便器，別人說：「你有很多僕妾，何苦如此？」他回答：「我雙親之大恩，以我有生之日去愛，日子猶恐不足，怎敢託付他人？」不到五十歲就辭官，左都御史屠滽奏請起用他，他極力推辭，以例進四品階，著有《裒珍集》百餘卷，晚年自號樂園厲叟。

## 引用
1. 1 2  同治《襄陽縣志·卷六·人物》：邵濟，字時濟，性孝友，博洽多聞，天順壬午舉人，官廣州府同知，迎親祿養，拂拭牀几，澣濯廁牏，必躬親之，或曰：「僕妾幸多，何自苦如此？」曰：「吾親之大恩，而吾生之日賒愛，日猶恐不及，而敢託之他人乎？」未五十投簪，都御史屠公滽奏起之力辭，以例進四品階，著《裒珍集》百餘卷，晚年自號樂園厲叟，子廷瓊進士。 府志